# Casa Mongay
La Casa Mongay és una casa del municipi de Cerdanyola del Vallès (Vallès Occidental) inclosa en l'Inventari del Patrimoni Arquitectònic de Catalunya.

## Descripció
Edifici de planta rectangular d'un sol pis. Té jardí lateral i posterior. La façana és molt estreta i té dues obertures, la porta d'accés a la banda esquerra, amb un petit vestíbul, i una finestra a la dreta, totes dues allindanades. Damunt de les obertures hi ha petites cambres d'aire i una barana de terrat que corona l'edifici. La façana lateral que dona al jardí és recorreguda per un voladís de teula que es recolza damunt de cartel·les de fusta. Tot i tractar-se d'una construcció senzilla, destaca la decoració modernista de tendència geomètrica de la façana d'accés, inspirada en l'estil Sezession. Cal remarcar l'ús dels esgrafiats i de les rajoles als marcs de les finestres i de les cambres d'aire, a les impostes i a l'arrambador de la part baixa.

## Història
Edifici bastit aproximadament durant la dècada dels anys 20 del segle xx. És una bona mostra de l'aplicació dels criteris decoratius de l'estil Sezession a un habitatge senzill. (Datació per font)